# Mobile TeleSystems
Mobile TeleSystems sau MTS este cel mai mare operator de telefonie mobilă din Rusia și CIS cu 83,88 milioane de abonați (mai 2008).
Rețeaua mobilă MTS operează conform standardului GSM. În prezent, MTS deține licență să opreze în 87 din cele 89 regiuni din Rusia și pe întreg teritoriul Armeniei, Belarusului, Turkmenistanului, Ucrainei și Uzbekistanului. MTS este în prezent cel mai mare operator mobil din Europa Centrală și de Est.
MTS a fost fondată de către Moscow City Telephone Network (rusește: Московская Городская Телефонная Сеть - Moskovskaya Gorodskaya Telefonnaya Set'), Deutsсhe Telekom, Siemens AG și alți câțiva acționari au înființat compania pe acțiuni nelistată la bursă în octombrie 1993. Patru companii rusești dețin 53% din acțiuni, iar două companii germane dețin 47%. La sfârșitul lui 1996 JSFC Sistema (rusește: АФК "Система" - AFK Sistema) a primit un pachet de acțiuni de la acționarii ruși, iar DeTeMobil a beneficiat de pachetul de acțiuni deținut de Siemens.
La 1 martie 2000, ca rezultat al fuziunii dintre  JSC "MTS" și JSC "RTK", OJSC «Mobile TeleSystems» (rusește: Мобильные ТелеСистемы - Mobil'niye Telesistemy) s-a format. În 28 aprilie 2000 comisia federală de titluri a Rusiei a înregistrat prima ofertă de acțiuni a OJSC "MTS".
Din iulie 2000 acțiunile MTS au început să fie tranzacționate la New York Stock Exchange (index MBT).
După ce au început în Moscova cu o licență în 1994, începând cu 1997 МТS s-a dezvoltat organic.
În iunie 2002 MTS a început o rețea în Belarus.
În august 2003 MTS a finalizat achiziția UMC, leaderul comunicațiilor mobile din Ucraina.
În mai 2006 MTS și-a schimbat logo-ul ca parte din campania de redefinire a imaginii realizată de către compania mamă , JSFC Sistema. Acum are două pătrate roșii unul lângă altul. Cel din stânga, comun la toate sucursalele de telecomunicații JSFC Sistema, conține un ou alb care simbolizează simplitudinea și geniul, iar cel din dreapta numele companiei: МТС (MTS).
MTS este deținută în proporție de 52,8% de Sistema, iar 46,7% din acțiuni sunt tranzacționate la bursă.